# Diogo Villarinho
Diogo Andrade Villarinho (Goiânia, 11 de março de 1994) é um nadador brasileiro de maratona aquática.  É atleta do Minas Tênis Clube.
Em fevereiro de 2015 foi diagnosticado com um câncer de tireoide No dia 24 de agosto do mesmo ano foi submetido a uma cirurgia de sete horas para a retirada da tireoide e, em 11 de outubro, participou da etapa chinesa da Copa do Mundo de Maratona Aquática em Chun'an, chegando em quarto lugar. 

## Trajetória esportiva
- Campeão no ranking brasileiro de maratonas aquáticas na categoria infantil em 2009
- Campeão no ranking brasileiro de maratonas aquáticas na categoria juvenil em 2010
- Campeão no ranking brasileiro de maratonas aquáticas na categoria juvenil em 2011
- Vice-campeão no Campeonato Sul-Americano Juvenil de 2011 em Lima, (Peru)
- Campeão na prova de 1500 metros livre no Campeonato Brasileiro Júnior de Inverno e de Verão de 2011
- Campeão no ranking brasileiro de maratonas aquáticas na categoria júnior em 2012
- Vice-campeão no ranking brasileiro de maratonas aquáticas-absoluto em 2012
- 5º lugar no Mundial Júnior de Maratonas Aquáticas de 2012 em Niagara Falls, no Canadá
- Campeão na prova de 1500 metros livre no Campeonato Brasileiro Júnior de Inverno e de Verão de 2012
- 15º lugar na maratona aquática de 25 quilômetros no Campeonato Mundial de Esportes Aquáticos de 2013 em Barcelona[4]
- 52ª lugar na maratona aquática de 10 quilômetros no Campeonato Mundial de Esportes Aquáticos de 2013 em Barcelona[5][6]
- Campeão no ranking brasileiro de maratonas aquáticas na categoria júnior em 2013
- Terceiro lugar no ranking brasileiro de maratonas aquáticas-absoluto em 2013
- Campeão na prova de 1500 metros livre no Campeonato Brasileiro Júnior de Inverno e de Verão de 2013
- Campeão na prova de 400 metros livre no Campeonato Brasileiro Júnior de Verão de 2013
- Medalha de ouro na prova do time de 3 quilômetros da maratona aquática nos Jogos Sul-Americanos de 2014 em Santiago[7]
- 4º lugar na maratona aquática de 10 quilômetros nos Jogos Sul-Americanos de 2014 em Santiago[8]
- Medalha de bronze na Copa do Mundo de Maratonas Aquáticas de 2014 em Cancún, no México
- Medalha de bronze na Copa do Mundo de Maratonas Aquáticas de 2014 em Chun'an, na China
- 4º lugar na Copa do Mundo de Maratonas Aquáticas de 2014 em Hong Kong.
- 4º lugar no ranking do Circuito Mundial de Maratonas Aquáticas em 2014
- Segundo lugar na seletiva para o Campeonato Mundial de Esportes Aquáticos de 2015 em Kazan, na Rússia
- Medalha de bronze na Copa do Mundo de Maratonas Aquáticas de 2015 em Viedma, na Argentina
- Medalha de prata no Campeonato Sul-Americano de Maratonas Aquáticas de 2015 em Viedma, na Argentina
- Medalha de prata na prova de equipe mista de 5 quilômetros no Campeonato Sul-Americano de Maratonas Aquáticas de 2015 em Viedma, na Argentina
- 21º lugar na maratona aquática de 10 quilômetros no Campeonato Mundial de Esportes Aquáticos de 2015 em Kazan; na Rússia[9] três dias depois, ganhou a medalha de prata na prova de equipe mista de 5 quilômetros;[10][11] em 1 de agosto terminou em 18º lugar na prova da maratona aquática de 25 quilômetros[12]
- Medalha de bronze na Copa do Mundo de Maratonas Aquáticas de 2015 em Lac-Mégantic, no Canadá
- 4º lugar na Copa do Mundo de Maratonas Aquáticas de 2015 em Chun'an, na China[3]
- 4º lugar no ranking do Circuito Mundial de Maratonas Aquáticas em 2015
- Medalha de ouro na segunda etapa do Campeonato Brasileiro de Maratonas Aquáticas em Brasília
- 5º lugar na Copa do Mundo de Maratonas Aquáticas de 2016 em Hong Kong
- 5º lugar no ranking do Circuito Mundial de Maratonas Aquáticas de 2016